# Поступель
По́ступель — село в Україні, у Забродівській сільській громаді Ковельського району Волинської області. Населення становить 745 осіб.

## Історія
У 1906 році село Гірниківської волості Ковельського повіту Волинської губернії. Відстань від повітового міста 46 верст, від волості 20. Дворів 84, мешканців 438.

## Населення
Згідно з переписом УРСР 1989 року чисельність наявного населення села становила 728 осіб, з яких 340 чоловіків та 388 жінок.
За переписом населення України 2001 року в селі мешкало 748 осіб.

### Мова
Розподіл населення за рідною мовою за даними перепису 2001 року:
| Мова       | Відсоток |
| ---------- | -------- |
| українська | 98,93 %  |
| білоруська | 0,54 %   |
| російська  | 0,54 %   |

## Постаті
- Лук'янович Олександр Володимирович (1989—2022) — солдат Збройних Сил України, учасник російсько-української війни. Герой України (посмертно).